# Joaquín María López
Pour les articles homonymes, voir Joaquín López (homonymie) et López.
Joaquín María López, né à Villena le 15 août 1798 et mort à Madrid le 14 novembre 1855, est un homme d'État et militaire espagnol.

## Biographie
Il suivit des études de Droit à Madrid et exerça comme avocat et professeur de Droit politique à l'université. Officier de la milice nationale, il fut exilé en France. Député pour la province d'Alicante en 1834. Ministre de l'Intérieur dans le gouvernement présidé par José María Calatrava.
Il fut également Maire de Madrid. Au moment de la chute du Régent Espartero, il proclama le soulèvement des municipalités et se rangea derrière le Gouvernement provisoire jusqu'à la déclaration de majorité d'isabelle II.
Sénateur du Royaume en 1847 et Ministre du Tribunal de Guerre et de la Marine en 1854. Il fut célèbre pour ses dons d'orateur et publia, en plus de ses discours, des romans et des poésies.